# Химна Естоније
Моја отаџбина, моја срећа и радост (ест. Mu isamaa, mu õnn ja rõõm) је химна Естоније. 

## Текст

### Текст наестонском
-{Mu isamaa, mu õnn ja rõõm,

kui kaunis oled sa!

Ei leia mina iial tääl

see suure, laia ilma pääl,

mis mul nii armas oleks ka,

kui sa, mu isamaa!
Sa oled mind ju sünnitand

ja üles kasvatand;

sind tänan mina alati

ja jään sull' truuiks surmani,

mul kõige armsam oled sa,

mu kallis isamaa!
Su üle Jumal valvaku,

mu armas isamaa!

Ta olgu sinu kaitseja

ja võtku rohkest õnnista,

mis iial ette võtad sa,

mu kallis isamaa!
}-